# Васант-Панчамі
Васант-Панчамі (деванагарі: वसन्त पञ्चमी, Vasant Panchami) — популярний індуїстський фестиваль, присвячений Сарасваті, богині освіти, музики та мистецтва. Фестиваль проводиться на п'ятий день (панчамі) місяцю Маґх (січень-лютий), на перший день весни. За традицією на цей день дітей навчають писати перші слова, виконують молитви предкам, багато освітніх установ проводять власні святкування та спільні молитви Сарасваті. Цього дня важливе значення має жовтий колір, у який одягають ідолів Сарасваті, крім того, цього дня споживають жовті солодощі.